# Calling All the Monsters
"Calling All the Monsters" é uma canção da artista musical estadunidense China Anne McClain, contida na trilha sonora da série A.N.T. Farm, estrelada pela artista. Composta por Niclas Molinder, Joacim Persson, Johan Alkenas e Charlie Mason, com produção pelos dois primeiros sob o título Twin, a faixa é uma canção de andamento acelerado e sua temática são os monstros do Dia das Bruxas, feriado popular no país de origem de McClain. As críticas recebidas pela composição foram mistas; algumas dizendo que ela era "assustadora demais" para o público do Disney Channel — canal que exibe a série estrelada pela intérprete — e outras apreciando seu estilo dançante.
"Calling All the Monsters" foi lançada em 20 de setembro de 2011 como o segundo single da trilha sonora de A.N.T Farm e alcançou a 86ª posição na parada musical estadunidense Hot 100. Também em território americano, teve sua melhor colocação no oitavo posto da Heatseekers Songs Chart, tabela que mede o desempenho das canções de artistas novatos na mídia, além da 89ª posição na Canadian Hot 100. Todas as tabelas que a canção atingiu são publicadas pela revista Billboard.
Seu vídeo musical acompanhante, divulgado em 18 de setembro de 2011 no Disney Channel e no serviço de entretenimento VEVO, mostra McClain em uma casa mal-assombrada dançando com monstros, o que fez com que alguns críticos notassem semelhanças com o vídeo de "Thriller", do cantor Michael Jackson. Uma das apresentações ao vivo da obra ocorreu no Make Your Mark no Disney Channel.

## Composição e recepção crítica
Musicalmente, "Calling All the Monsters" é uma música do gênero pop e tem sonoridade comparada com a de "Thriller", canção de Michael Jackson. De acordo com Bill Lamb, do About.com, a artista compatriota Britney Spears é uma das influências da faixa. Liricamente, a composição tem como temática ao Dia das Bruxas, na qual McClain canta sobre dançar com monstros, exemplificado nos versos "Esta noite todos os monstros vão dançar". Na Commonsensemedia.org, escrita por Jessica Dawson, foi dito que a faixa era uma versão infantil de "Thriller" e que McClain convida os monstros para dançar alegremente.

## Vídeo musical e apresentações ao vivo
O vídeo musical da faixa foi lançado em 18 de setembro de 2011 no Disney Channel e no serviço de videoclipes VEVO. A gravação inicia com McClain e duas amigas, interpretadas por suas irmãs Lauryn e Sierra, na frente de uma casa mal-assombrada. As três discutem para decidir quem entrará no local, sendo que as companheiras de McClain se recusam, e então ela entra sozinha. Ao percorrer os cômodos do prédio, a cantora encontra vários tipos de monstros, até chegar num ambiente mais amplo, no qual ela se depara com um grupo maior de criaturas, executando uma dança coreografada com as mesmas. No portal JSYK, Nadine Cheung disse que a artista está corajosa no vídeo da canção. Bill Lamb, do About.com, disse que o vídeo é um bom acompanhamento para a faixa. A primeira apresentação ao vivo da composição ocorreu em um programa televisivo especial, intitulado Make Your Mark, da série de televisão Shake It Up, do Disney Channel.

## Lista de faixas
"Calling All the Monsters" foi lançada para download digital contendo somente a faixa, servindo como o segundo single da trilha sonora de A.N.T. Farm.
| Download digital |                            |                                                               |              |         |  |
| N.º              | Título                     | Compositor(es)                                                | Produtor(es) | Duração |  |
| 1.               | "Calling All the Monsters" | Niclas Molinder, Joacim Persson, Johan Alkenas, Charlie Mason | Twin         | 3:26    |  |

## Desempenho nas tabelas musicais
Na semana de vendas do dia 15 de outubro de 2011, "Calling All the Monsters" registrou 25 mil downloads pagos e estreou na Billboard Hot 100 na centésima colocação,, além das 57ª posição na Hot Digital Songs e da 91ª na Canadian Hot 100. Também teve participação na Heatseekers Songs Chart na décima quinta posição. Na segunda semana, a canção saiu das tabelas e voltou na terceira no octagésimo sexto posto da Billboard Hot 100, octagésima nona posição da Canadian Hot 100, quadragésima sexta colocação na Hot Digital Songs e oitava na Heatseekers Songs.

### Posições
| Tabela musical (2011)              | Melhor posição |
| ---------------------------------- | -------------- |
| Canadá (Canadian Hot 100)          | 89             |
| Estados Unidos (Billboard Hot 100) | 86             |
| Estados Unidos (Heatseekers Songs) | 8              |

## Créditos de elaboração
Lista-se abaixo os profissionais envolvidos na elaboração de "Calling All the Monsters", de acordo com o encarte acompanhante da trilha sonora de A.N.T. Farm.
- China Anne McClain - Vocais
- Niclas Molinder, Joacim Persson, Johan Alkenas, Charlie Mason - Composição
- Twin - Produção